# César Cáceres Cañete
César Cáceres Cañete (Luque, Paraguay; 10 de junio de 1977) es un exfutbolista paraguayo que jugaba como extremo izquierdo o mediapunta.

## Clubes
| Club                 | País     | Año           |
| -------------------- | -------- | ------------- |
| Sportivo Luqueño     | Paraguay | 1997-1999     |
| SC Campomaiorense    | Portugal | 2000-2001     |
| 12 de Octubre        | Paraguay | 2001-2002     |
| Sportivo Luqueño     | Paraguay | 2003          |
| 12 de Octubre        | Paraguay | 2004          |
| Sportivo Luqueño     | Paraguay | 2004-2005     |
| Olimpia              | Paraguay | 2006          |
| Deportes Antofagasta | Chile    | 2006          |
| Sportivo Luqueño     | Paraguay | 2007          |
| Once Caldas          | Colombia | 2007          |
| Guaraní              | Paraguay | 2008          |
| 12 de Octubre        | Paraguay | 2009          |
| Guaraní              | Paraguay | 2009-2010     |
| 3 de Febrero         | Paraguay | 2011          |
| Sportivo Luqueño     | Paraguay | 2012          |
| Club Nacional        | Paraguay | 2012 - 2013   |
| General Caballero    | Paraguay | 2014          |
| Deportivo Capiatá    | Paraguay | 2015          |
| 24 de Septiembre     | Paraguay | 2017          |
| General Caballero    | Paraguay | 2018 - Actual |

## Palmarés
| Título          | Club             | País     | Año  |
| --------------- | ---------------- | -------- | ---- |
| Torneo Apertura | Sportivo Luqueño | Paraguay | 2007 |
| Torneo Apertura | Guaraní          | Paraguay | 2010 |
| Torneo Apertura | Nacional         | Paraguay | 2013 |

## Distinciones
| Distinción                          | Club             | País     | Año  |
| ----------------------------------- | ---------------- | -------- | ---- |
| Máximo goleador del Torneo Apertura | Sportivo Luqueño | Paraguay | 2007 |
| Máximo goleador del Torneo Clausura | Guaraní          | Paraguay | 2009 |

- Datos: Q2893585